# Kikuchi Daisuke
Kikuchi Daisuke (菊池 大介 (Cúc Trì Đại Giới) Kikuchi Daisuke, sinh ngày 12 tháng 4 năm 1991 ở Kanagawa) là một cầu thủ bóng đá người Nhật Bản thi đấu cho Urawa Red Diamonds ở J1 League.

## Thống kê sự nghiệp
Cập nhật đến ngày 23 tháng 2 năm 2018.
| Thành tích câu lạc bộ | Thành tích câu lạc bộ | Thành tích câu lạc bộ | Giải vô địch | Giải vô địch | Cúp                   | Cúp                   | Cúp Liên đoàn | Cúp Liên đoàn | Châu lục | Châu lục  | Khác    | Khác      | Tổng cộng | Tổng cộng |
| Mùa giải              | Câu lạc bộ            | Giải vô địch          | Số trận      | Bàn thắng    | Số trận               | Bàn thắng             | Số trận       | Bàn thắng     | Số trận  | Bàn thắng | Số trận | Bàn thắng | Số trận   | Bàn thắng |
| Nhật Bản              | Nhật Bản              | Nhật Bản              | Giải vô địch | Giải vô địch | Cúp Hoàng đế Nhật Bản | Cúp Hoàng đế Nhật Bản | J. League Cup | J. League Cup | AFC      | AFC       | Khác1   | Khác1     | Tổng cộng | Tổng cộng |
| --------------------- | --------------------- | --------------------- | ------------ | ------------ | --------------------- | --------------------- | ------------- | ------------- | -------- | --------- | ------- | --------- | --------- | --------- |
| 2007                  | Shonan Bellmare       | J2 League             | 1            | 0            | 0                     | 0                     | –             | –             | –        | –         | –       | –         | 1         | 0         |
| 2008                  | Shonan Bellmare       | J2 League             | 14           | 2            | 1                     | 0                     | –             | –             | –        | –         | –       | –         | 15        | 2         |
| 2009                  | Shonan Bellmare       | J2 League             | 6            | 1            | 1                     | 0                     | –             | –             | –        | –         | –       | –         | 7         | 1         |
| 2010                  | Thespa Kusatsu        | J2 League             | 27           | 4            | 0                     | 0                     | –             | –             | –        | –         | –       | –         | 27        | 4         |
| 2011                  | Shonan Bellmare       | J2 League             | 34           | 2            | 3                     | 0                     | –             | –             | –        | –         | –       | –         | 37        | 2         |
| 2012                  | Shonan Bellmare       | J2 League             | 39           | 7            | 1                     | 0                     | –             | –             | –        | –         | –       | –         | 40        | 7         |
| 2013                  | Shonan Bellmare       | J1 League             | 30           | 2            | 0                     | 0                     | 4             | 1             | –        | –         | –       | –         | 34        | 3         |
| 2014                  | Shonan Bellmare       | J2 League             | 41           | 8            | 1                     | 0                     | –             | –             | –        | –         | –       | –         | 42        | 8         |
| 2015                  | Shonan Bellmare       | J1 League             | 34           | 3            | 1                     | 0                     | 2             | 0             | –        | –         | –       | –         | 37        | 3         |
| 2016                  | Shonan Bellmare       | J1 League             | 32           | 3            | 3                     | 0                     | 5             | 0             | –        | –         | –       | –         | 40        | 3         |
| 2017                  | Urawa Red Diamonds    | J1 League             | 8            | 0            | 2                     | 0                     | 1             | 0             | 3        | 0         | 2       | 0         | 37        | 3         |
| Tổng cộng sự nghiệp   | Tổng cộng sự nghiệp   | Tổng cộng sự nghiệp   | 234          | 29           | 13                    | 0                     | 12            | 1             | 3        | 0         | 2       | 0         | 240       | 30        |

1Bao gồm Siêu cúp Nhật Bản và Giải bóng đá Cúp câu lạc bộ thế giới.

## Sự nghiệp đội tuyển quốc gia
Tính đến 6 tháng 10 năm 2010

### Số lần ra sân trong các giải đấu lớn
| Đội bóng | Giải đấu                                        | Thể loại | Số trận | Số trận | Bàn thắng | Thành tích đội bóng |
| Đội bóng | Giải đấu                                        | Thể loại | Start   | Sub     | Bàn thắng | Thành tích đội bóng |
| -------- | ----------------------------------------------- | -------- | ------- | ------- | --------- | ------------------- |
| Nhật Bản | Vòng loại Giải vô địch bóng đá U-19 châu Á 2010 | U-18     | 4       | 1       | 1         | Vào vòng trong      |
| Nhật Bản | Giải vô địch bóng đá U-19 châu Á 2010           | U-19     | 2       | 0       | 0         | Tứ kết              |